# 13088 Filipportera
13088 Filipportera eller 1992 PB1 är en asteroid i huvudbältet som upptäcktes den 8 augusti 1992 av den belgiske astronomen Eric W. Elst vid CERGA-observatoriet. Den är uppkallad efter kompositören Filippo Portera.